# Rio Open
Rio Open, oficiálně Rio Open presented by Claro, je profesionální tenisový turnaj mužů hraný v brazilském Riu de Janeiru. Dějištěm se staly otevřené antukové dvorce areálu Jockey Club Brasileiro. 
Událost byla založena jako společný turnaj mužů a žen v roce 2014. V kalendáři okruhu nahradil mužský SAP Open hraný v kalifornském San José. Ženská polovina Rio open probíhala v sezónách 2014–2016 a patřila do kategorie WTA International. Mužská část je hrána v kategorii ATP Tour 500. Dvouhry se v únorovém termínu účastní třicet dva singlistů a do deblové soutěže nastupuje šestnáct párů. Úvodní ročník vyhrála španělská světová jednička Rafael Nadal. Prvním brazilským šampionem se stal Rafael Matos, který v letech 2024 a 2025 vyhrál čtyřhru.

## Přehled finále

### Mužská dvouhra
| Rok  | vítěz                           | finalista                       | výsledek                        |
| ---- | ------------------------------- | ------------------------------- | ------------------------------- |
| 2014 | Rafael Nadal                    | Alexandr Dolgopolov             | 6–3, 7–6(7–3)                   |
| 2015 | David Ferrer                    | Fabio Fognini                   | 6–2, 6–3                        |
| 2016 | Pablo Cuevas                    | Guido Pella                     | 6–4, 6–7(5–7), 6–4              |
| 2017 | Dominic Thiem                   | Pablo Carreño Busta             | 7–5, 6–4                        |
| 2018 | Diego Schwartzman               | Fernando Verdasco               | 6–2, 6–3                        |
| 2019 | Laslo Djere                     | Félix Auger-Aliassime           | 6–3, 7–5                        |
| 2020 | Cristian Garín                  | Gianluca Mager                  | 7–67–3, 7–5                     |
| 2021 | zrušeno pro pandemii koronaviru | zrušeno pro pandemii koronaviru | zrušeno pro pandemii koronaviru |
| 2022 | Carlos Alcaraz                  | Diego Schwartzman               | 6–4, 6–2                        |
| 2023 | Cameron Norrie                  | Carlos Alcaraz                  | 5–7, 6–4, 7–5                   |
| 2024 | Sebastián Báez                  | Mariano Navone                  | 6–2, 6–1                        |
| 2025 | Sebastián Báez (2)              | Alexandre Müller                | 6–2, 6–3                        |

### Mužská čtyřhra
| Rok  | vítězové                                  | finalisté                              | výsledek                        |
| ---- | ----------------------------------------- | -------------------------------------- | ------------------------------- |
| 2014 | Juan Sebastián Cabal Robert Farah         | David Marrero Marcelo Melo             | 6–4, 6–2                        |
| 2015 | Martin Kližan Philipp Oswald              | Pablo Andújar Oliver Marach            | 7–6(7–3), 6–4                   |
| 2016 | Juan Sebastián Cabal (2) Robert Farah (2) | Pablo Carreño Busta David Marrero      | 7–6(7–5), 6–1                   |
| 2017 | Pablo Carreño Busta Pablo Cuevas          | Juan Sebastián Cabal Robert Farah      | 6–4, 5–7, [10–8]                |
| 2018 | David Marrero Fernando Verdasco           | Nikola Mektić Alexander Peya           | 5–7, 7–5, [10–8]                |
| 2019 | Máximo González Nicolás Jarry             | Thomaz Bellucci Rogério Dutra da Silva | 6–7(3–7), 6–3, [10–7]           |
| 2020 | Marcel Granollers Horacio Zeballos        | Salvatore Caruso Federico Gaio         | 6–4, 5–7, [10–7]                |
| 2021 | zrušeno pro pandemii koronaviru           | zrušeno pro pandemii koronaviru        | zrušeno pro pandemii koronaviru |
| 2022 | Simone Bolelli Fabio Fognini              | Jamie Murray Bruno Soares              | 7–5, 6–7(2–7), [10–6]           |
| 2023 | Máximo González (2) Andrés Molteni        | Juan Sebastián Cabal Marcelo Melo      | 6–1, 7–6(7–3)                   |
| 2024 | Nicolás Barrientos Rafael Matos           | Alexander Erler Lucas Miedler          | 6–4, 6–3                        |
| 2025 | Rafael Matos (2) Marcelo Melo             | Pedro Martínez Jaume Munar             | 6–2, 7–5                        |

### Ženská dvouhra
| Rok  | vítězka                | finalistka       | výsledek      |
| ---- | ---------------------- | ---------------- | ------------- |
| 2014 | Kurumi Naraová         | Klára Zakopalová | 6–1, 4–6, 6–1 |
| 2015 | Sara Erraniová         | Anna Schmiedlová | 7–6(7–2), 6–1 |
| 2016 | Francesca Schiavoneová | Shelby Rogersová | 2–6, 6–2, 6–2 |

### Ženská čtyřhra
| Rok  | vítězky                                    | finalistky                               | výsledek      |
| ---- | ------------------------------------------ | ---------------------------------------- | ------------- |
| 2014 | Irina-Camelia Beguová María Irigoyenová    | Johanna Larssonová Chanelle Scheepersová | 6–2, 6–0      |
| 2015 | Ysaline Bonaventureová Rebecca Petersonová | Irina-Camelia Beguová María Irigoyenová  | 3–0skreč      |
| 2016 | Verónica Cepede Roygová María Irigoyenová  | Tara Mooreová Conny Perrinová            | 6–1, 7–6(7–5) |

## Rekordy
| Dvouhra                  | Dvouhra | Dvouhra                                                        |
| Rekord                   | Rekord  | držitelé rekordu                                               |
| ------------------------ | ------- | -------------------------------------------------------------- |
| Nejvíce titulů           | 2       | Sebastián Báez                                                 |
| Nejvíce titulů v řadě    | 2       | Sebastián Báez                                                 |
| Nejvíce vyhraných zápasů | 15      | Fabio Fognini                                                  |
| Nejmladší vítěz          | 18 let  | Carlos Alcaraz (2022)                                          |
| Nejstarší vítěz          | 32 let  | David Ferrer (2015)                                            |
| Nejvýše postavený vítěz  | 1. ATP  | Rafael Nadal (2014)                                            |
| Nejníže postavený vítěz  | 90. ATP | Laslo Djere (2019)                                             |
| Čtyřhra                  |         |                                                                |
| Nejvíce titulů           | 2       | Juan Sebastián Cabal Robert Farah Máximo González Rafael Matos |
| Nejstarší vítěz          | 41 let  | Marcelo Melo (2025)                                            |